# Cabo Verde (kommun)
Cabo Verde är en kommun i Brasilien.   Den ligger i delstaten Minas Gerais, i den sydöstra delen av landet, 700 km söder om huvudstaden Brasília. Antalet invånare är 13 823.
Omgivningarna runt Cabo Verde är huvudsakligen savann. Runt Cabo Verde är det ganska glesbefolkat, med 42 invånare per kvadratkilometer.